# Adriano Maschietto
Adriano Maschietto (San Donà di Piave, 8 luglio 1939 – Mestre, 29 aprile 2016) è stato un calciatore italiano, di ruolo attaccante.

## Carriera
Dopo l'esordio appena sedicenne nei dilettanti con il San Donà, Maschietto viene ceduto nell'estate 1956 al Venezia assieme a Francesco Canella. Aggregato al settore giovanile neroverde, Maschietto debutta già nella stagione successiva in prima squadra. Un'unica presenza in quel campionato di Serie B, con esordio il 30 dicembre 1956 in Brescia - Venezia 1-0. Per ritrovare Maschietto tra i titolari del Venezia bisognerà attendere il 1959-60 quando il Venezia si salvò solo grazie agli spareggi dalla retrocessione in Serie C. In estate viene poi ceduto in prestito al Simmenthal Monza, dove disputa un ottimo campionato di serie B in un'annata dove il Venezia vince in campionato e viene promosso in serie A.
Nella stagione successiva viene ceduto al Verona in serie B dove troverà la sua definitiva consacrazione. Con la squadra scaligera disputa cinque campionati nella serie cadetta, totalizzando 123 presenze con 23 reti segnate.
Dall'estate del 1966 gioca in Serie C con le maglie di Pescara e Arezzo. In chiusura di carriera ritorna nella sua città disputando un campionato di Serie D con il San Donà.
È morto il 29 aprile 2016 nella sua residenza di Mestre, a seguito di una lunga malattia.